# Star Wars Arcade
Star Wars Arcade is een computerspel dat werd ontwikkeld en uitgegeven door Sega. Het spel kwam in 1993 uit voor de arcade en een jaar later voor de Sega 32X. Het is een 3D-schietspel dat zich afspeelt in episodes 4, 5 en 6 voor het Star Wars verhaal. De speler kan een X-Wing of een Y-Wing besturen. In sommige levels in het overleven het doen in andere levels is het doel om een bepaalt aantal Tie fighters neer te schieten. Het perspectief van het spel kan in de eerste en in de derde persoon getoond worden.

## Ontvangst
| Beoordeeld door       | Platform | Datum           | Score |
| --------------------- | -------- | --------------- | ----- |
| Game Zero             | SEGA 32X | september 1996  | 80%   |
| FLUX                  | SEGA 32X | oktober 1994    | 75%   |
| The Video Game Critic | SEGA 32X | 18 mei 2005     | 75%   |
| Jeuxvideo.com         | SEGA 32X | 9 juni 2011     | 65%   |
| IGN                   | SEGA 32X | 24 oktober 2008 | 60%   |
| GamePro (USA)         | SEGA 32X | januari 1995    | 60%   |
| Power Unlimited       | SEGA 32X | februari 1995   | 59%   |
| Defunct Games         | SEGA 32X | 6 augustus 2006 | 51%   |
| All Game Guide        | SEGA 32X | 1998            | 50%   |
| Sega Force            | SEGA 32X | maart 1995      | 46%   |